# Margaret Drabble
Margaret Drabble, née le 5 juin 1939 à Sheffield, est une romancière, biographe et critique littéraire britannique.

## Biographie
Margaret Drabble est née en 1939 à Sheffield, dans le Yorkshire,, seconde fille de l’avocat et romancier John F. Drabble et de son épouse Kathleen Marie,enseignante, née Bloor.Elle est la sœur d'A. S. Byatt, son aînée (née Antonia Susan Drabble). Après avoir suivi les cours de l’école quaker Mount School de York, où sa mère travaillait, elle obtient un diplôme de littérature anglaise du Newnham College, Cambridge. 
En 1960, elle rejoint la Royal Shakespeare Company à Stratford-upon-Avon, et sert notamment de doublure à Vanessa Redgrave ou encore à Judi Dench, avant d’entreprendre sa carrière littéraire : son premier roman, Une volière en été (A Summer Bird Cage), paraît en 1963, un « roman de mœurs contemporain acéré ». Elle préside le National Book League (désormais dénommé Booktrust) de 1980 à 1982.
Margaret Drabble est mariée à l’acteur Clive Swift de 1960 à 1975 ; ils ont eu trois enfants. En 1982, elle se remarie avec l’écrivain Michael Holroyd. 
En 1980, elle reçoit le titre de Commandeur de l'Empire britannique et, en 2008, elle est anoblie avec le titre de Dame Commandeur du même ordre.
Au cours de sa carrière littéraire, Margaret Drabble publie dix-neuf romans; les premiers sont édités par Weidenfeld & Nicolson (1963–1987), et les plus récents chez Penguin et Viking. Paru en 1965, son troisième roman, L'Enfant du minet, réédité en poche sous le titre Octavia (The Millstone), lui vaut le Prix John-Llewellyn-Rhys en 1966, et Jerusalem the Golden remporte le Prix James Tait Black en 1967.
Ses romans ont fréquemment pour thème la corrélation entre la société britannique contemporaine et les destins individuels. Les erreurs tragiques de ses personnages reflètent la situation politique et économique et le caractère restrictif d’un environnement conservateur, révélant les côtés sombres d'un pays apparemment florissant. Ses personnages principaux sont le plus souvent des femmes. Le réalisme de leur portrait renvoie souvent aux expériences personnelles de l’auteur. Ainsi, ses premiers romans décrivent la vie de jeunes femmes, tandis que, à la fin des années 1960 et 1970, ils examinent le conflit entre maternité et défis intellectuels. En 1996, La Sorcière d’Exmoor (The Witch of Exmoor) évoque l’existence retirée d’une autrice âgée. Pourtant, bien qu’inspirées de sa propre vie, les œuvres de Margaret Drabble ne sont pas essentiellement autobiographiques. Les problèmes de la vie quotidienne (la grossesse non désirée dans L'Enfant du minet) ne sont pas montrés de manière mélodramatique et compassionnelle, mais avec l’ironie et l’esprit de l’humour anglais. La syntaxe comporte notamment un usage subtil et inattendu des temps grammaticaux.
Bien que davantage connue pour ses romans, M. Drabble a également écrit plusieurs scénarios, pièces et nouvelles, ainsi que des essais, dont A Writer's Britain: Landscape and Literature, et une biographie d’Arnold Bennett ainsi que d'Angus Wilson. Son œuvre critique comprend des études sur William Wordsworth et Thomas Hardy. Elle a également dirigé deux éditions de l’Oxford Companion to English Literature,.

## Œuvre

### Romans
- A Summer Birdcage (1963) Publié en français sous le titre Une volière en été, traduit par Élizabeth Janvier, Paris, Robert Laffont, 1964 ; réédition, Paris, Le Livre de Poche, coll. « Biblio » no 37880, 2025  (ISBN 978-2-253-94094-4)[3]
- The Garrick Year (1964)
- The Millstone (1965) - Prix John-Llewellyn-Rhys Publié en français sous le titre L'Enfant du minet, traduit par Anne Joba, Paris, Buchet-Chastel, 1969 ; réédition sous le titre Octavia, Paris, Le Livre de Poche, coll. « Biblio » no 37314, 2023  (ISBN 978-2-253-94093-7)[5]
- Jerusalem the Golden (1967) - Prix James Tait Black
- The Waterfall (1969) Publié en français sous le titre La Cascade, traduit par Marie-Christine et Robert Mengin, Paris, Buchet-Chastel, 1970[1]
- The Needle's Eye (1972)
- The Realms of Gold (1975) Publié en français sous le titre L'Âge d'or d'une femme, traduit par Anne-Marie Soulac, Paris, Stock, coll. « Le Cabinet cosmopolite », 1977  (ISBN 2-234-00626-0)
- The Ice Age (1977) Publié en français sous le titre Le Poing de glace, traduit par Anne-Marie Soulac, Paris, Stock, coll. « Nouveau cabinet cosmopolite », 1979  (ISBN 2-234-00929-4)
- The Middle Ground (1980) Publié en français sous le titre Le Milieu de la vie, traduit par Anne-Marie Soulac, Paris, Stock, coll. « Nouveau cabinet cosmopolite », 1981  (ISBN 2-234-01437-9)
- The Radiant Way (1987) Publié en français sous le titre La Voie radieuse, traduit par Raymond Las Vergnas, Paris, Stock, coll. « Nouveau cabinet cosmopolite », 1988  (ISBN 2-234-02140-5) ; réédition, Paris, Phébus, coll. « Libretti » no 158, 2004  (ISBN 2-85940-967-X)
- A Natural Curiosity (1989)
- The Gates of Ivory (1991)
- The Witch of Exmoor (1996) Publié en français sous le titre La Sorcière d’Exmoor, traduit par Katia Holmes, Paris, Phébus, coll. « D'aujourd'hui. Étranger », 2002  (ISBN 2-85940-843-6) ; réédition, Paris, Phébus, coll. « Libretti » no 354, 2011  (ISBN 978-2-7529-0592-5)[3]
- The Peppered Moth (2001) Publié en français sous le titre La Phalène, traduit par Katia Holmes, Paris, Phébus, coll. « D'aujourd'hui. Étranger », 2003  (ISBN 2-85940-930-0)[1]
- The Seven Sisters (2002)
- The Red Queen (2004)
- The Sea Lady (2006) Publié en français sous le titre La Mer toujours recommencée, traduit par Jean Serrien, Paris, Phébus, coll. « D'aujourd'hui. Étranger », 2008  (ISBN 978-2-7529-0277-1)[6]
- The Pure Gold Baby (2013) Publié en français sous le titre Un bébé d’or pur, traduit par Christine Laferrière, Paris, Christian Bourgois, 2014  (ISBN 978-2-267-02590-3) ; réédition, Paris, Le Livre de Poche, coll. « Biblio » no 33855, 2016  (ISBN 978-2-253-06910-2)[7]
- The Dark Flood Rises (2016) Publié en français sous le titre Quand monte le flot sombre, traduit par Christine Laferrière, Paris, Christian Bourgois, 2017  (ISBN 978-2-267-02993-2) ; réédition, Paris, Le Livre de Poche, coll. « Biblio » no 35225, 2019  (ISBN 978-2-253-08816-5)

### Recueil de nouvelles
- The Gifts of War (1969)
- A Day in the Life of a Smiling Woman: Complete Short Stories (2011) Publié en français sous le titre Une journée dans la vie d'une femme souriante : et autres nouvelles, traduit par Claire Desserrey, Paris, Le Livre de Poche, coll. « Biblio » no 34069, 2016  (ISBN 978-2-253-08756-4)

### Essais
- Wordsworth (Literature in Perspective series) (1966)
- The Genius of Thomas Hardy (ed.) (1976)
- For Queen and Country: Britain in the Victorian Age (1978)
- A Writer's Britain: Landscape in Literature (1979)
- The Oxford Companion to English Literature (ed.; 5th & 6th edns) (1985, 2000)
- The Pattern in the Carpet: A Personal History with Jigsaws (2009)

### Biographies
- Arnold Bennett: a Biography (1974)
- Angus Wilson: a Biography (1995)